# Liste der Baudenkmäler in Rath (Düsseldorf)
Die Liste der Baudenkmäler in Rath (Düsseldorf) enthält die denkmalgeschützten Bauwerke auf dem Gebiet von Düsseldorf-Rath, Stadtbezirk 6, in Nordrhein-Westfalen. Diese Baudenkmäler sind in der Denkmalliste der Stadt Düsseldorf eingetragen; Grundlage für die Aufnahme ist das Denkmalschutzgesetz Nordrhein-Westfalen (DSchG NRW).

## Baudenkmäler
| Bild               | Bezeichnung          | Lage | Beschreibung | Bauzeit          | Eingetragen seit   | Denkmal- nummer |
| ------------------ | -------------------- | --- | --- | ---------------- | ------------------ | --------------- |
|                    |                      | Aaper Höhenweg o. Nr.                                                                                   | | 1874–1910        | 30. Juli 2008      | A 1576          |
| BW                 | Haus Roland mit Park | Am Backesberg 2 Karte                                                                                   | Das Schloss Roland wurde 1696 bis 1706 erbaut. Anton Fahne lebte von 1835 bis 1841 zeitweise, und später andauernd in dem Schloss und machte es zum Künstlertreffpunkt. Freiherr Friedrich Heinrich von Diergardt, Sohn des Seidenfabrikanten Friedrich von Diergardt, erwarb 1872 das Anwesen. 1883 ließ von Diergardt das Barock-Schloss abreißen. Das heutige Haus Roland ist ein kleineres, im Historismus gehaltenes Gebäude, welches einen Querschnitt durch die Merkmale der französischen, deutschen und italienischen Renaissance zeigt. Der Baurat Edwin Oppler hatte 1879 den Auftrag zur Planung des Neubaus erhalten. | ca. 1893         | 1. Februar 1988    | A 1101          |
|                    |                      | Am Bauenhaus 41 Karte                                                                                   | | 1962             | 7. Februar 2006    | A 1554          |
|                    |                      | Am Bauenhaus 49 Karte                                                                                   | mit Park | 1954             | 9. Februar 2006    | A 1553          |
| weitere Bilder     | Augustakrankenhaus   | Amalienstraße 9 Karte                                                                                   | Ausführung des Bauteils von 1903 durch den Bauunternehmer Heinrich Florack (1847–1912) | 1903, 1925       | 6. August 1990     | A 1213          |
| weitere Bilder     | D-Zug-Siedlung       | Aplerbecker Straße 49–109, 54-88, Brackeler Straße 49–79, Hasper Straße 1–23, Kürtenstraße 47–115 Karte | Wohn- und Siedlungsbau der Zwanziger Jahre | 1929–1930        | 18. November 2011  | A 1614          |
| BW                 | Wolfsaap             | Bauenhäuser Weg bei 100 Karte                                                                           | Hauptburgwüstung | mittelalterlich  | 21. Oktober 1987   | A 1080          |
|                    | Tönnesaap            | Bauenhäuser Weg o. Nr.                                                                                  | Grabhügelfeld | ca. 2000 v. Chr. | 14. Juli 1999      | A 1463          |
|                    |                      | Dortmunder Straße 69–81 Karte                                                                           | | 1921–1922        | 7. Februar 2006    | A 1555          |
|                    |                      | Eitelstraße 38 Karte                                                                                    | | 1915–1916        | 22. Mai 1989       | A 1184          |
|                    |                      | Helmutstraße o. Nr. (bei Nr. 8) Karte                                                                   | | ca. 1905         | 9. Dezember 1988   | A 1168          |
|                    |                      | Liliencronstraße 1a Karte                                                                               | | 1906             | 14. März 1986      | A 973           |
|                    |                      | Liliencronstraße 3 Karte                                                                                | | 1905             | 17. Februar 1986   | A 967           |
| Hochbunker         | Hochbunker           | Münsterstraße 500 Karte                                                                                 | | 1941             | 16. Juni 2009      | A 1583          |
|                    |                      | Oberrather Straße 71 a Karte                                                                            | | 1904             | 16. Januar 2006    | A 1549          |
|                    |                      | Rather Kirchplatz 8, Amalienstraße 2 Karte                                                              | | 1909–1910        | 7. Februar 2006    | A 1556          |
| weitere Bilder     | St. Josef            | Rather Kirchplatz Karte                                                                                 | | 1904–1909        | 19. Februar 1985   | A 855           |
| weitere Bilder     |                      | Rather Kirchplatz 12 Karte                                                                              | | 1904             | 7. Februar 2006    | A 1557          |
| weitere Bilder     |                      | Rather Kreuzweg 21 Karte                                                                                | | 1912             | 22. März 2006      | A 1559          |
| weitere Bilder     | Zum Heiligen Kreuz   | Rather Kreuzweg 43 Karte                                                                                | | 1955–1964        | 9. Januar 2006     | A 1551          |
| weitere Bilder     | Hochbunker           | Rather Kreuzweg 81 Karte                                                                                | Architekt: Carl Krieger | 1942             | 21. Dezember 2010  | A 1606          |
| Mannesmannwerk     | Mannesmannwerk       | Rather Kreuzweg 106 Karte                                                                               | | 1899–1937        | 20. Februar 2008   | A 1571          |
| Gefallenenehrenmal | Gefallenenehrenmal   | Rather Steig o. Nr.                                                                                     | | 1934             | 16. Januar 2006    | A 1550          |
|                    |                      | Reichswaldallee 24 Karte                                                                                | | ca. 1905         | 10. Oktober 1988   | A 1159          |
|                    |                      | Reichswaldallee 25 Karte                                                                                | | 1899             | 11. April 2007     | A 1564          |
|                    |                      | Reichswaldallee 31 Karte                                                                                | | 1951             | 28. Februar 1999   | A 1457          |
|                    |                      | Reichswaldallee 59 Karte                                                                                | | 1907             | 17. September 2007 | A 1568          |
|                    |                      | Reichswaldallee 63 Karte                                                                                | | 1909–1910        | 17. September 2007 | A 1569          |
|                    |                      | Westfalenstraße 43 Karte                                                                                | | 1909             | 9. Januar 2006     | A 1552          |
|                    |                      | Westfalenstraße 45 Karte                                                                                | | 1905–1906        | 6. März 1985       | A 863           |

## Ehemalige Baudenkmäler
| Bild | Bezeichnung | Lage                 | Beschreibung | Bauzeit | Eingetragen seit | Denkmal- nummer |
| ---- | ----------- | -------------------- | ------------ | ------- | ---------------- | --------------- |
| BW   |             | Eitelstraße 68 Karte |              | 1951    | 8. Oktober 1999  | 1471            |